# 石径乡
石径乡，是中华人民共和国贵州省遵义市凤冈县一个已撤销的乡级行政区，2015年7月14日，贵州省人民政府批复同意凤冈县部分乡镇行政区划调整，撤销石径乡，青滩村划归永和镇管辖，宏丰社区、两河口村划归花坪镇管辖。